# جوستين جيرود
جوستين جيرود (بالفرنسية: Justin Girod-Chantrans)‏ (و. 1750 – 1841 م) هو عالم نبات، وسياسي من فرنسا . ولد في بيزانسون . تولى منصب عضو الجمعية الوطنية الفرنسية .
وكان عضو في الأكاديمية الفرنسية للعلوم .
توفي في بيزانسون ، عن عمر يناهز 91 عاماً.